# 拉克坚

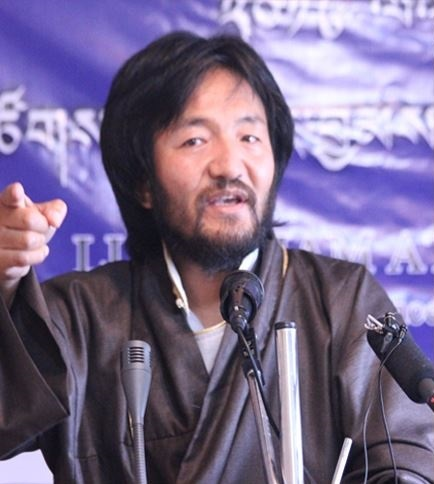
In April 21, Lukar Jam announced his candidacy for the 2016 election of Sikyong

拉克坚（威利：Atsock Lukar Jam，1972年— ），漢名李科先，藏人行政中央官員，曾是2016年司政選舉候选人之一，藏區安多人，九十三运动组织会长，从事西藏问题研究和写作。

## 生平

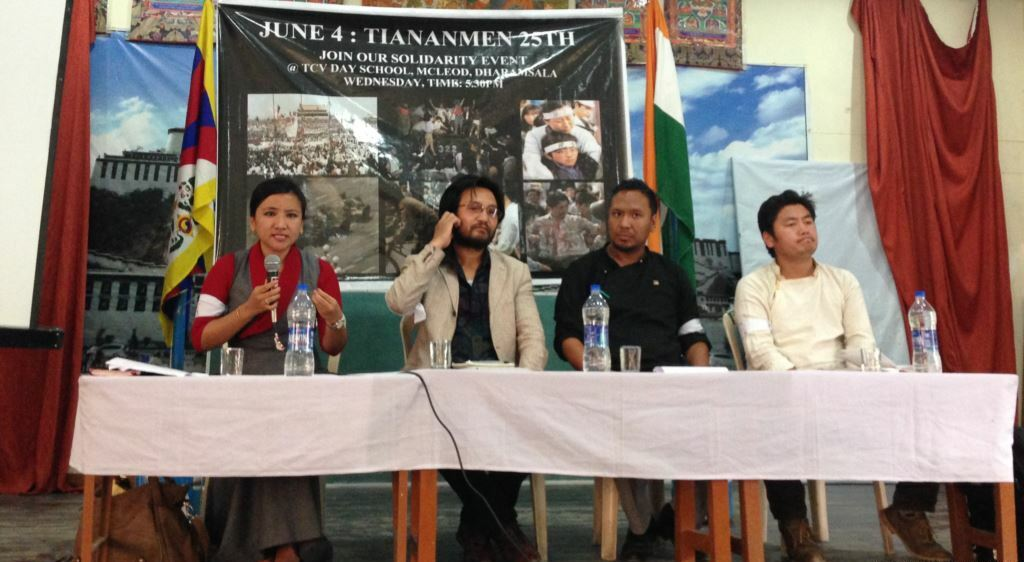
A Tibetan Tiananmen Square commemoration in June 2014, (Left to right) Tenzin Dhadon Sharling, Member of the Tibetan Parliament-in-Exile; Lukar Jam, Executive member of the Gu Chu Sum Movement of Tibet; Tenzin Jigme, President of the Tibetan Youth Congress; and Dorjee Tseten, Students for a Free Tibet Asia Director. Their talk was followed by the documentary ‘The Tank Man' and a call for the release of Liu Xiabo, prominent Chinese democracy activist and Uyghur Economist Ilham Tohti

拉克坚出生于西藏安多牧区，20世纪90年代初期流亡印度，之后回到家乡，在青海地区筹备建立“西藏青年敢死队”，该组织的终结目标是实现“西藏复国（独立）”，这一组织被中国大陆政府发现之后，拉克坚（李科先）被中国大陆政府以反革命、分裂国家、达赖集团间谍三项罪名判处18年有期徒刑。当时，同一罪名之下他的另外两个朋友，即蔡贡嘉判处17年有期徒刑，安乐业判处13年有期徒刑。
在狱中，拉克坚身体情况不佳，病情加重。在长达数年审讯和羁押之后，身高1.80米的拉克坚已经骨瘦如柴，加上严重的肝病，经过中共青海省海西蒙古族藏族自治州人民医院诊断确认，拉克坚寿数无几，于是青海安全部门通知家人来押金办理保外就医手续。
拉克坚在狱中遭受折磨之下，体重仅仅只有37公斤。在保外就医期间，他逃亡印度的达兰萨拉。

## 政治立场
在竞选2016年藏人行政中央司政期间，拉克坚在达兰萨拉发表演讲，重申坚持“恢复西藏独立地位”的立场。之后，在一系列的称述之中，他一再强调西藏复国的重要性和必然性。
参选2016年“司政”大选声明大纲如下：
- 1 两条主张

1）主张政治反思； 2）主张政府中立 
- 2 两项反对

1）反对奴性回潮；2）反对利用信仰抹黑

## 主要作品
- 翻译《黑年和乱论》（藏文）。2004年，印北达兰萨拉。
- 李科先政论集（藏文）。2016年，印度。